# Łęczna, Tỉnh West Pomeranian
Łęczna [ˈwɛnt͡ʂna] (tiếng Đức: Henningswalde) là một ngôi làng thuộc khu hành chính của Gmina Płoty, thuộc quận Gryfice, West Pomeranian Voivodeship, ở phía tây bắc Ba Lan. Nó nằm khoảng 8 kilômét (5 mi)   phía tây Płoty, 13 km (8 mi) phía nam Gryfice và 58 km (36 mi) về phía đông bắc của thủ đô khu vực Szczecin.
Trước năm 1945, khu vực này là một phần của Đức. Đối với lịch sử của khu vực, xem Lịch sử của Pomerania.